# Kurt Huggler
Kurt Huggler est un ancien skieur alpin suisse originaire de Wengen.

## Palmarès

### Coupe du monde
- Meilleur résultat au classement général : 21e en 1970
  - 1 victoire : 1 descente

#### Saison par saison
- Coupe du monde 1968 :
  - Classement général : 23e
- Coupe du monde 1969 :
  - Classement général : 38e
- Coupe du monde 1970 :
  - Classement général : 21e
    - 1 victoire en descente : Saalbach (B)
- Coupe du monde 1971 :
  - Classement général : 45e

### Arlberg-Kandahar
- Meilleur résultat : 2e place dans le slalom 1968 à Chamonix